# Patriarcha Wschodu
Patriarcha Wschodu to głowa Malankarskiego Kościoła Ortodoksyjnego. Godność tę utworzono w 1653, kiedy Kościół Malankarski zerwał unię z Rzymem.
W 1909 w Ortodoksyjnym Kościele Malankaru doszło do rozłamu z powodu konfliktu odnośnie do zwierzchnictwa syryjsko-prawosławnego patriarchy Antiochii nad kościołem w Indiach. Od 1975 obie grupy, mimo iż formalnie zjednoczone, posiadają oddzielnych patriarchów. 

## Patriarchowie Wschodu
- Mar Thoma I (1653)
- Mar Thoma II (1670-1686)
- Mar Thoma III (1686-1688)
- Mar Thoma IV (1688-1728)
- Mar Thoma V (1728-1765)
- Mar Thoma VI (Mar Dionysius I) (1765-1808)
- Mar Thoma VII (1808-1809)
- Mar Thoma VIII (1809-1815)
- Mar Thoma IX (1815)
- Pulikottil Joseph Mar Dionysios II (1815-1816)
- Mar Philoxenos Kidangan (Thozhiyur) (1816-1817)
- Punnathara Mar Dionysios III (1817-1825)
- Cheppad Mar Dionysios IV (1825-1855)
- Palakunnathu Mathews Mar Athanasios (1843-1877) (W 1864 ekskomunikowany)
- Pulicottil Joseph Mar Dionysios V (1864-1909)
- Moran Mar Beselios Paulose (1912-1914)
- Moran Mar Beselios Geevarghese I (1925-1928)
- Moran Mar Baselios Geevarghese II (1929-1964)
- Moran Mar Baselios Augen I (1964-1975)

## Malankarscy Katolikosi Wschodu
- Baselios Paulose II (1975-1996) 
  - wakat 1996-2002
- Baselios Thomas I (od 2002)

## Syryjsko-prawosławni Patriarchowie Indii
- Moran Mar Beselios Marthoma Mathews I (1975-1991)
- Baselios Mar Thoma Mathews II (1991-2005)
- Baselios Mar Thoma Didymos I (2005-2014)
- Baselios Mar Thoma Paulose II (2014-2021)
- Baselios Mar Thoma Mathews III (od 2021)